# USS Holland (SS-1)
El USS Hollad (SS-1) fue el primer sumergible "moderno" comprado por la Armada de los Estados Unidos; aunque, el primer buque sumergible con uso bélico de los Estados Unidos, fue el Turtle de David Bushnell en 1775.
El buque se estableció originalmente como Holland VI en el Crescent Shipyard en Elizabeth, Nueva Jersey, para la  Holland Torpedo Boat Company y se botó el 17 de mayo de 1897. Fue adquirido por la US Navy el 11 de abril de 1900 y puesto en servicio el 12 de octubre de 1900 con el teniente de navío H. H. Caldwell al mando.

## Historia y diseño
En 1892-93 tuvo lugar una convocatoria de la Marina de Estados Unidos (US Navy) para aquellos inventores que quisieran presentar diseños de "buques sumergibles" . La competencia fue disputada por dos inventores, igualmente famosos co0mo pioneros en la historia de los submarinos: uno, George Baker (1844-1894) y el otro John Philip Holland (1841-1914), quienes presentaron cada uno su modelo. Tras un retraso de dos años, en 1895 representantes de Holland comenzaron a ofrecer el diseño a países extranjeros, y fue así que en 1895 la US Navy finalmente aceptaba firmar un contrato con la Holland Torpedo Boat Company por la cifra de 200 mil dólares aprobada por el Congreso de los Estados Unidos como premio al concurso de presentación de proyectos para un buque sumergible. Iniciado en Baltimore, Maryland, consistía en una nave con 25,9 m de eslora, 3,35 de manga y un desplazamiento de 168 t. Sin embargo, problemas con el submarino y con los requerimientos de la US Navy hicieron que Holland dejara ese diseño para enfocarse en uno totalmente nuevo.
El Holland VI, como fue designado, se construyó en el astillero Crescent Shipyard de Elizabeth (Nueva Jersey) propiedad del exteniente de la armada Lewis Nixon para la Holland Torpedo Boat Company (que se reconvirtió en Electric Boat Company en 1899). Tuvo la ayuda de figuras clave como el financiero Isaac L. Rice, el abogado Elihu B. Frost y los ingenieros Frank Cable y Lawrence Y. Spear. 
El nuevo buque era más pequeño (16,43 m de eslora, 3,14 de manga y un desplazamiento de 74 t). En lugar de propulsarse a vapor como el buque anterior, Holland decidió apostar por el motor alimentado por gasolina (específicamente, el entonces recién inventado motor de combustión interna). El ingeniero Frank Cable (el piloto de pruebas del submarino elegido por Holland) definiría dicho motor como potente y de pequeño tamaño y peso.
En noviembre de 1896 fue colocada la quilla en el astillero de Nixon con ambos presentes; los dos trabajaron juntos utilizando muchos de los conceptos y patentes probados de Holland para hacer del sumergible una realidad, cada uno complementando las contribuciones del otro al desarrollo del submarino moderno. John Holland fue el inventor de la patente estadounidense 702.729 para el diseño de un barco submarino. También aportó muy importantes contribuciones el arquitecto naval Arthur L. Busch (o Du Busc), superintendente del astillero.

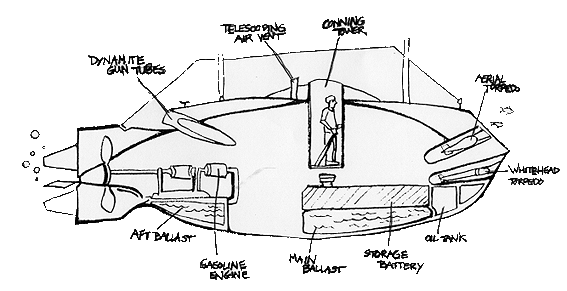
Croquis del Holland

El Holland VI incluyó muchas características que, más tarde, los submarinos de principios del siglo XX exhibirían, aunque con posteriores diseños más avanzados: una torre de mando (vela) desde la que se podían dirigir el barco y sus armas; además, disponía de todo el lastre y tanques de compensación necesarios para realizar cambios precisos en profundidad y actitud bajo el agua. Su tripulación era de seis hombres y la profundidad máxima de buceo (en pruebas) era de 23 m (75').
Como armamento, se instaló un tubo lanzatorpedos recargable de 450 mm (18") con una provisión de tres torpedos Whitehead Mk. 2 y un cañón neumático de dinamita de 214 mm (8.42") en la proa; esta arma también es conocida por el apellido su inventor, el capitán de artillería Edmund Zalinsky del Ejército de los Estados Unidos como Cañón neumático de dinamita Zalinsky;  - los proyectiles del cañón se denominaban torpedos aéreos y son un precursor de los modernos misiles - un segundo cañón del mismo tipo instalado en la popa fue removido en 1900 antes de su entrega a la marina para dejar espacio para un escape del motor mejorado.

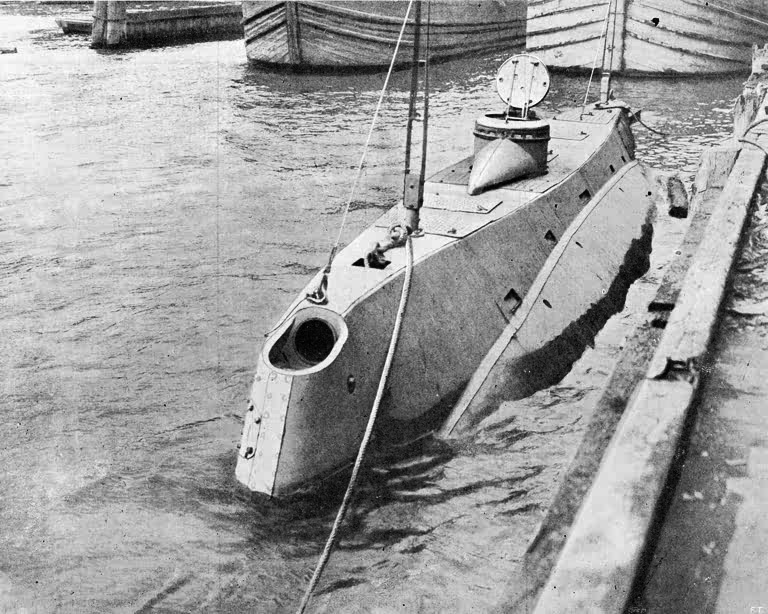
USS Holland (SS-1). Vista de la boca del cañón de dinamita de proa abierta

Estaba propulsado por un motor de combustión interna (específicamente, un motor de gasolina Otto de 4 tiempos con una potencia de 45 CV (34 kW)) para navegar en superficie y cargar baterías, y un motor eléctrico Electro-Dynamic Co. de 50 shp (37 kW) para operar sumergido; los dos acoplados a un único eje. Una batería Exide de 66 celdas accionaba durante la inmersión el motor eléctrico.
En 1898 las baterías de la marca Exide proporcionaron la energía necesaria para navegar sumergido al SS-1; The Electric Storage Battery Co., la firma fabricante, siguió siendo un importante proveedor de baterías para submarinos de la Armada de los EE. UU., al menos durante la Segunda Guerra Mundial. Isaac Rice presidente de Electric Storage en 1899, jugó un papel decisivo en la fundación de Electric Boat Company rescatando financieramente a Holland Torpedo Boat Co.
Esto permitió velocidades de 6 nudos (11 km/h; 6,9 mph) en superficie y 5,5 nudos (10,2 km/h; 6,3 mph) sumergido. La autonomía en superficie fue de 200 millas náuticas (370 km) a 6 nudos (11 km/h; 6,9 mph), mientras que sumergido fue de 30 mn (56 km; 35) a 5,5 nudos (10,2 km/h; 6,3 mph). Existe una variación significativa en las referencias en cuanto a los caballos de fuerza y la velocidad del buque, por ejemplo, el Registro de Buques de la Marina de los EE. UU. da cifras en caballos de fuerza de 45 bhp (34 kW) en superficie y 75 shp (56 kW) sumergido; con 8 nudos (15 km/h; 9.2 mph) en superficie y 5 nudos (9.3 km/h; 5.8 mph) sumergido.

## Periodo de pruebas
En el tiempo en que John Holland se hallaba trabajando en las pruebas del sumergible, los principales oponentes de Estados Unidos eran España (por el conflicto en Cuba y las Filipinas, ambos colonias españolas pretendidas por Estados Unidos) y Gran Bretaña (ya que todavía no se había forjado la gran alianza que fue Estados Unidos/Gran Bretaña durante las dos guerras mundiales). Es por ello que no pocos argumentaban que el submarino era un arma ideal para romper un eventual bloqueo de objetivos vitales como el puerto de Nueva York. En febrero de 1898, con el estallido de la Guerra hispano-estadounidense, Holland se ofreció a usar su submarino para hundir la flota española que se hallaba en Cuba, si la US Navy transportaba su submarino hasta la zona de combate; pero, la propuesta fue desestimada.
A inicios de 1899, mientras continuaba trabajando en el submarino, la firma Holland Torpedo Boat Company se unió a la Electric Boat Company, siendo Electric Boat quién botará finalmente el submarino el 24 de marzo de 1899, y el 6 de noviembre de ese año la US Navy observó las pruebas realizadas en Little Peconic Bay (Suffolk, Long Island), siendo exitosos. Electric Boat envió el sumergible hacia Washington D. C. en lo que fue un famoso viaje de 500 millas náuticas y 39 días de navegación y navegando la ruta Delaware & Chesapeake canal. Muchos civiles se agrupaban para verlo pasar mientras navegaba en superficie. En el río Potomac, a inicios de 1900 figuras de la política y veteranos visitaron la nave (entre ellos el almirante George Dewey, héroe de la reciente guerra con España, particularmente de la Batalla de Manila.

## Servicio

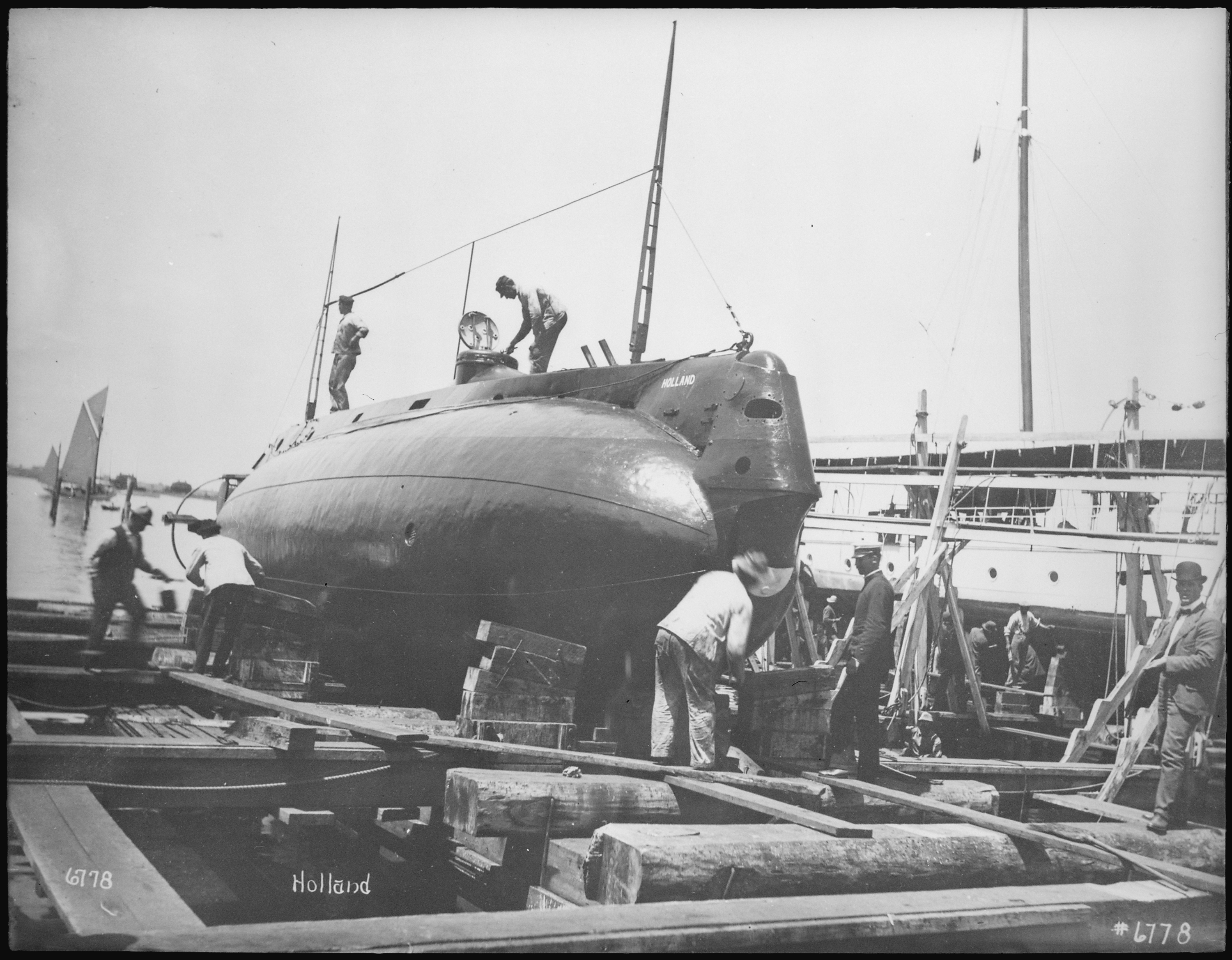
Holland (SSI), 1900.

El Holland VI finalmente demostró su validez y utilidad como buque de guerra y fue comprado por el gobierno de los Estados Unidos por la suma de 150000 $ el 11 de abril de 1900 y, pronto ordenó más submarinos a la compañía de Holland; serían conocidos como Clase Plunger y se convirtieron en la primera flota de buques de guerra submarina de la Armada de Estados Unidos. El buque fue comisionado por la Armada el 12 de octubre de 1900 en Newport, Rhode Island con el teniente Harry H. Caldwell al mando y pasó a llamarse USS Holland (SS-1). Es famoso el ejercicio del 25 de septiembre de 1901, llevado a cabo por el SS-1 junto al Escuadrón del Atlántico Norte (North Atlantic Squadron) de la US Navy. Los buques de superficie simulaban un bloqueo a la bahía Narraganset (Rhode Island), el hogar de la Escuela de Torpedos. En dicho ejercicio, el submarino pudo acercarse al acorazado USS Kearsarge tanto como 90 m sin que sus tripulantes notaran su presencia, para luego usar una linterna en superficie y el propio Caldwell saludar a los tripulantes.
Fue el primer sumergible comprado por la (nueva) Armada de los Estados Unidos y el primero de la línea ininterrumpida de submarinos de la US Navy. Sin embargo, fue el cuarto propiedad de la armada. El primero fue el Propeller, también conocido como USS Alligator (1862), seguido por el Intelligent Whale, (1866) y el USS Plunger, un submarino experimental, construido en 1895, que no debe confundirse con el USS Plunger (SS-2).
El 16 de octubre de 1900, con el fin de mantenerse en servicio durante todo el invierno, el Holland dejó Newport a remolque del remolcador USS Leyden hacia Annapolis, Maryland, donde se utilizó para entrenar a los guardiamarinas de la Academia Naval de los Estados Unidos, así como a los oficiales y los hombres alistados para especializarse en la operación de otros sumergibles que se estaban construyendo para la flota. Las experiencia recabada con el SS-1 resultó valiosa para fines experimentales en la recopilación de datos para otras naves en construcción o en estudio. Su recorrido por la superficie de 166 millas (267 km), desde Annapolis a Norfolk (Virginia), del 8 al 10 de enero de 1901, proporcionó datos útiles sobre su desempeño durante un período prolongado de navegación.
El Holland (brevemente en 1899, durante las pruebas) y cinco sumergibles Holland de la Clase Plunger estuvieron destacados en New Suffolk, NY. en el North Fork of Long Island desde 1899 a 1905, por lo que algunos consideran que fue la primera base de submarinos de la US Navy.
A excepción del período comprendido entre el 15 de junio y el 1 de octubre de 1901, que pasó entrenando cadetes en la Naval Torpedo Station, Newport, Rhode Island, permaneció en Annapolis como submarino de entrenamiento hasta el 17 de julio de 1905 cuando fue dado de baja. El Holland terminó su carrera en la reserva en Norfolk. Su nombre fue borrado del Registro de Buques Navales el 21 de noviembre de 1910. Este revolucionario submarino fue vendido como chatarra a Henry A. Hitner & Sons de Filadelfia el 18 de junio de 1913 por 100 $. Se requirió que su comprador pagara una fianza de 5000 $  como garantía de que el sumergible se desguazaría y no fuera usado como barco; sin embargo, alrededor de 1915, el casco del Holland, despojado de sus accesorios externos, fue vendido a Peter J. Gibbons. En octubre de 1916 estuvo expuesta en Filadelfia. En mayo de 1917 fue trasladada al Bronx, Nueva York, como atracción destacada en la Exposición Internacional de Ciencias, Artes e Industrias del Bronx. Finalmente, estuvo en exhibición durante varios años en Paterson, NJ. hasta que fue desguazado en 1932.

## Lectura adicional
- "International Directory of Company Histories" 86. The Thomson Gale Group / St. James Press. July 2007. pp. 136-139. Incluido bajo el título de General Dynamics / Electric Boat Corporation.
- Morris, Richard Knowles, PhD (October 1998). «"Who Built Those Subs?"». Naval History Magazine (Annapolis, Maryland: United States Naval Institute) (125th Anniversary).
- "Steel Boats, Iron Men: The History of the United States Submarine Force". Paducah, Kentucky: Turner Publishing Company. 1994. pp. 37-39. ISBN 978-1-56311-081-8.
- The Klaxon (New London/Groton, Connecticut: The Nautilus Memorial Submarine Force Library and Museum). April 1992. The US Navy's official submarine force newsletter. El artículo trata sobre Arthur Busch / Du Busc y su papel clave en la construcción de los primeros submarinos de Estados Unidos (y Japón), entre 1896 y 1905. US Navy Submarine Force Library and Museum
- «"Arthur L. Du Busc, Submarine Pioneer", Builder of First Craft Accepted by the United States». The New York Times. 11 de marzo de 1956.
- Documentos y cartas escritos por John Philip Holland, Lewis Nixon y Elihu B. Frost, archivados y almacenados en la Navy Submarine Force Library and Museum, New London CT.